# Îlot Signal
L’îlot Signal est un des îlots de Nouvelle-Calédonie appartenant administrativement à Nouméa, et qui est géré par la Province Sud.
Étant situé à environ 15 km à l’ouest de Nouméa,  il est possible de s’y rendre par bateau ou par l’intermédiaire de taxi-boat. L’îlot Signal est une réserve naturelle qui protège les récifs coralliens, la faune marine, la flore, ainsi que les oiseaux marins qui nichent sur ses terres. Il y est donc interdit, entre autres, de pêcher, de nuire à la faune et de dégrader les lieux. 

## Histoire

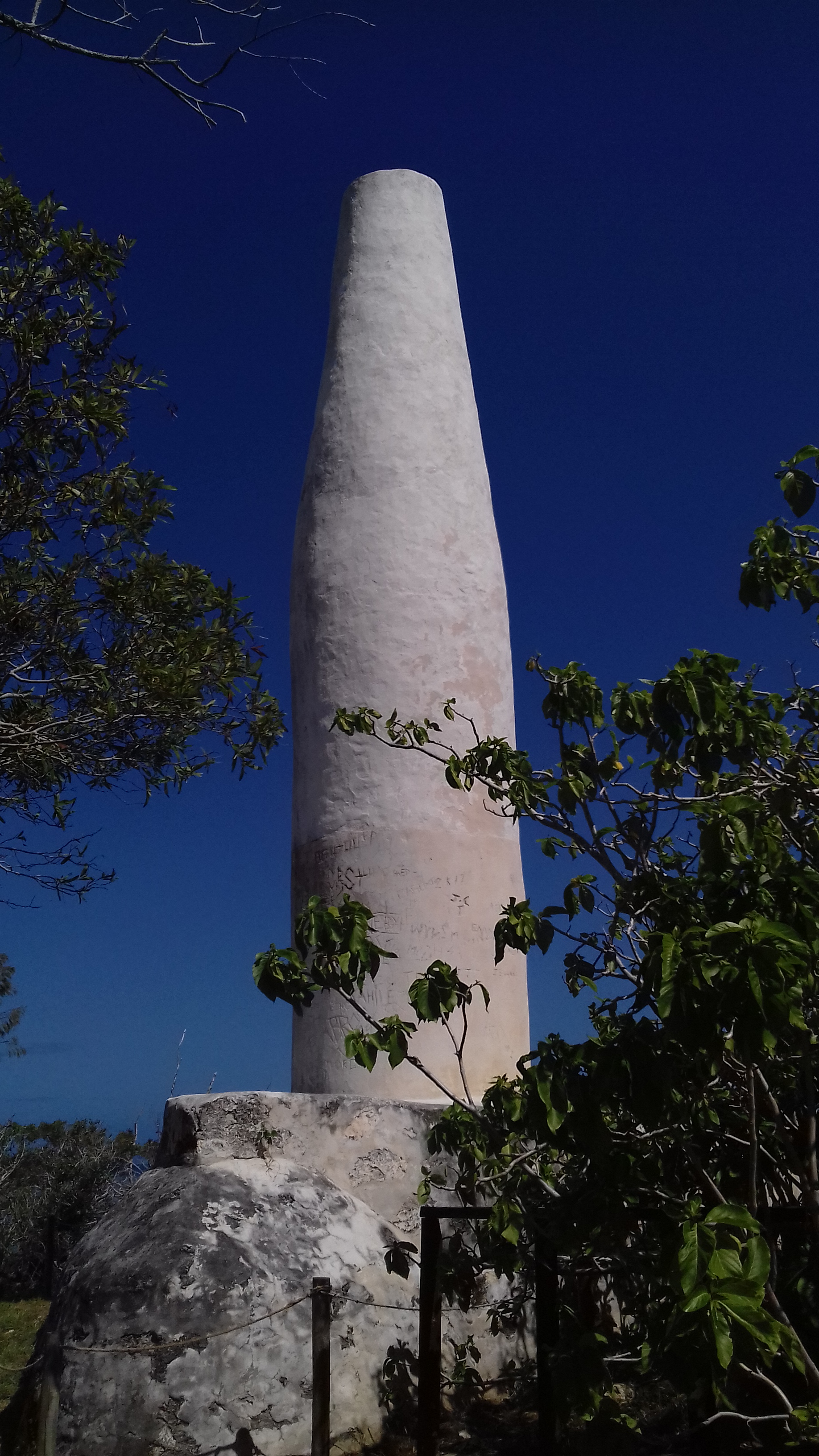
Vestiges sur l'Îlot Signal

Le capitaine de vaisseau Louis-Marie-François Tardy de Montravel y édifia vers le début des années 1880 une pyramide triangulaire en bois et coraux d’une hauteur de 10 m pour servir de signal aux navires se rendant à Port-de-France (ancien nom de Nouméa) par la passe de Dumbéa. Depuis 2004, les vestiges qui ont servi à la construction de la pyramide ont été classés comme étant des monuments historiques.

## Faune et flore

### Faune

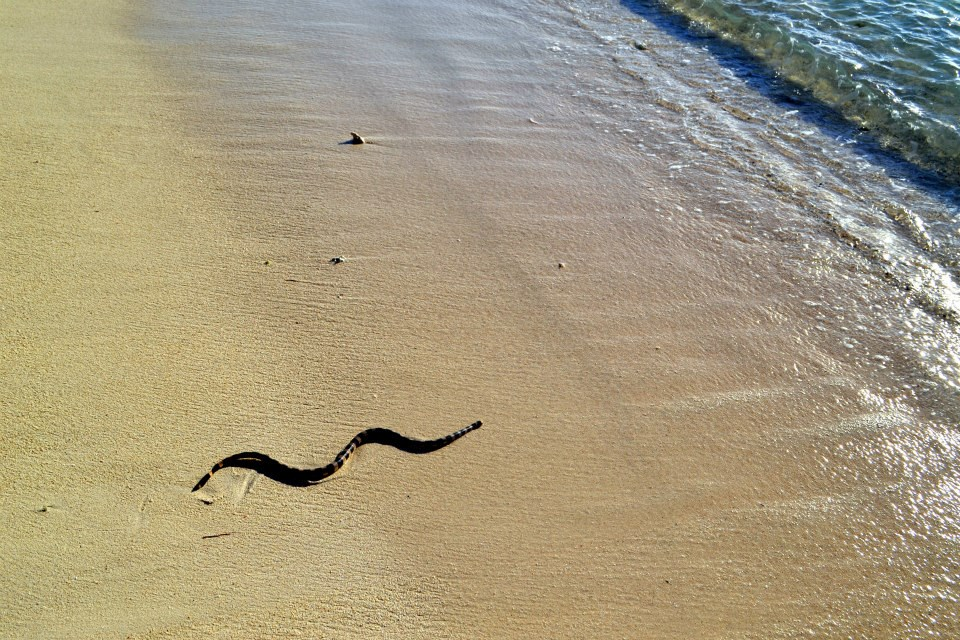
Tricot rayé

Les eaux de l'îlot Signal regorgent d'une centaine d'espèces de poissons, les visiteurs peuvent y pratiquer du snorkeling afin d’observer cette diversité marine regroupant, entre autres, des raies, des tortues, ou encore des requins. Il est également possible de rencontrer des tricots rayés dans l’eau, comme sur l'îlot. 
L'îlot Signal est particulièrement connu pour abriter des pétrels, ou puffin fouquet, des oiseaux marins qui creusent leurs nids dans le sable. Il s'agit d'une espèce protégée qui erre durant la journée pour se nourrir et revient sur l’îlot la nuit. La Province Sud porte beaucoup attention à la protection et à la conservation de cette espèce qui est menacée par la présence de l’homme et des autres animaux. Cependant, cette protection reste théorique. Des tueries de centaines de puffins et de pétrels ont lieu régulièrement sur les îlots du lagon sud-ouest, y compris sur la réserve de l'îlot Signal sans que les coupables soient jamais inquiétés ,. 

### Lutte contre les espèces envahissantes
Bien qu'il ne soit pas habité, cet îlot particulièrement fréquenté le week-end n'est pas à l'abri des espèces envahissantes. Différentes actions de lutte ont eu lieu :
- En 2010, contre le figuier de Barbarie Opuntia sp. (un projet mené par la Province Sud).
- En 2011-2013, contre diverses espèces exotiques envahissantes végétales : Opuntia sp., Leucaena leucocephala (faux mimosa), Yucca sp., Sansevieria trifasciata, etc. (un projet mené par la Province Sud et les associations Cagoutrek, Chlorophyl’ et SCAPHCA)
- En 2013 contre les rats Rattus sp. et la souris domestique Mus musculus (un projet mené par la Province Sud et SCAPHCA)[7]